# Rutiel

Tetragonale eenheidscel
titanium
zuurstof

Het mineraal rutiel is de meest algemene vorm van titanium(IV)oxide. Het heeft de molecuulformule TiO2. Er komen nog twee andere mineralen met dezelfde molecuulformule voor: anataas en brookiet.

## Eigenschappen
- Het heeft een tetragonaal kristalstelsel met ribben a = 45,93 nm, c = 29,59 nm.
- Tweelingen komen algemeen voor.
- Rutiel kan sporen van ijzer, niobium of tantaal bevatten, maar gewoonlijk is de samenstelling in essentie TiO2.

## Voorkomen
Rutiel komt in een grote verscheidenheid van metamorfe en stollingsgesteenten voor, doorgaans in kleine hoeveelheden. Rutiel is een belangrijk ertsmineraal voor titanium. Het komt in winbare hoeveelheden voor in sommige zware-mineraal zanden, maar het komt ook vaak voor als insluitsels, naalden en pluimpjes, in kwarts, rookkwarts en rutielkwarts.

## Industriële toepassing
Rutiel wordt in laselektrodes gebruikt voor lassen met beklede elektrode. De bekleding van de elektrode kan rutiel bevatten.